# Ginevra d'Este

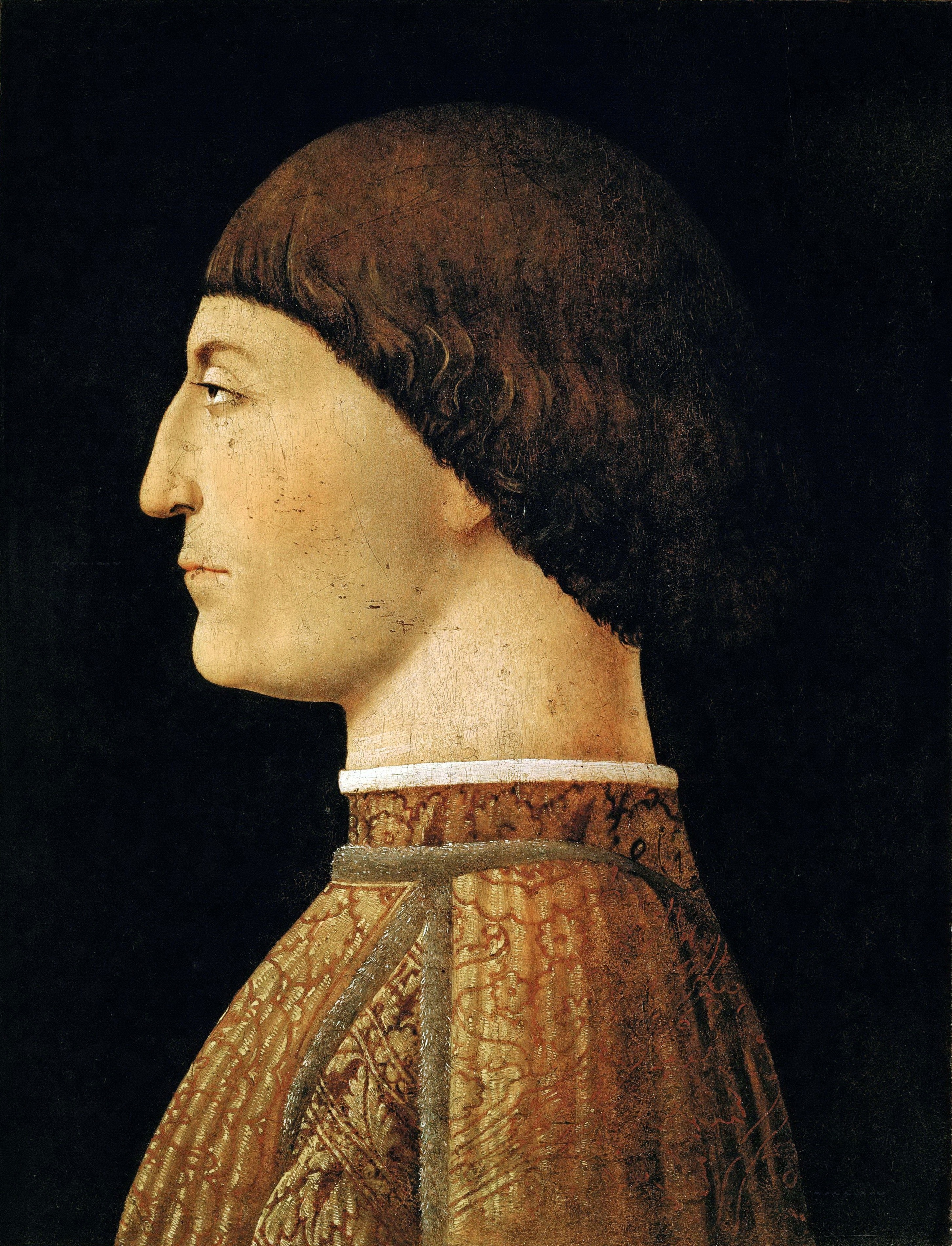
Ritratto di Sigismondo Pandolfo Malatesta, Piero della Francesca

Ginevra d'Este (24 marzo 1419 – 12 ottobre 1440) era figlia di Niccolò III d'Este, marchese di Ferrara, e della seconda moglie Parisina Malatesta. Fu la prima delle tre mogli di Sigismondo Pandolfo Malatesta, signore di Rimini.

## Biografia
Aveva una sorella gemella, Lucia, morta nel 1437. Ebbe inoltre un fratello minore morto a pochi mesi.
La madre Parisina, accusata di infedeltà con Ugo d'Este, fratellastro di Ginevra, venne dal marito condannata a morte insieme all'amante, quando Ginevra aveva sei anni. Niccolò si risposò cinque anni dopo con Ricciarda di Saluzzo. Con questo matrimonio, oltre ai numerosi figli illegittimi del padre, Ginevra ebbe altri due fratellastri: Ercole e Sigismondo.
Ginevra morì nel 1440 e due anni dopo il marito si risposò con  Polissena Sforza, figlia del futuro duca di Milano Francesco Sforza. Ginevra, e più tardi anche Polissena, venne sepolta nel mausoleo Tempio Malatestiano.
Nel 1461 Sigismondo Pandolfo venne accusato dal papa Pio II Piccolomini di aver ucciso sia Ginevra che Polissena e, accusato anche di altri crimini, fu scomunicato.

## Ritratto
Il Ritratto di principessa di Pisanello esposto al museo del Louvre può darsi appartenga a Ginevra o a Margherita Gonzaga.

## Discendenza
Venne data in sposa in prime nozze a Sigismondo Pandolfo Malatesta, signore di Rimini. Le nozze avvennero a Rimini nel febbraio 1434.
Ginevra e Pandolfo ebbero un figlio, Galeotto Roberto Novello, morto nel 1438.

## Ascendenza
|                    |                      |                         | Genitori             |  |  | Nonni |  |  | Bisnonni          |  |  | Trisnonni              |  |
|                    |                      |                         |                      |  |  |       |  |  | Obizzo III d'Este |  |  | Aldobrandino II d'Este |  |
|                    |                      |                         |                      |  |  |       |  |  | Obizzo III d'Este |  |  | Aldobrandino II d'Este |  |
|                    |                      | Alda Rangoni            |                      |  |  |       |  |  | Obizzo III d'Este |  |  |                        |  |
| Alberto V d'Este   |                      |                         |                      |  |  |       |  |  | Obizzo III d'Este |  |  |                        |  |
|                    |                      | Lippa Ariosti           | Iacopo Ariosti       |  |  |       |  |  |                   |  |  |                        |  |
|                    |                      | Lippa Ariosti           | Iacopo Ariosti       |  |  |       |  |  |                   |  |  |                        |  |
|                    |                      | Lippa Ariosti           | …                    |  |  |       |  |  |                   |  |  |                        |  |
| Niccolò III d'Este |                      | Lippa Ariosti           |                      |  |  |       |  |  |                   |  |  |                        |  |
|                    |                      | Alberto Albaresani      | …                    |  |  |       |  |  |                   |  |  |                        |  |
|                    |                      | Alberto Albaresani      | …                    |  |  |       |  |  |                   |  |  |                        |  |
|                    |                      | Alberto Albaresani      | …                    |  |  |       |  |  |                   |  |  |                        |  |
| Isotta Albaresani  |                      | Alberto Albaresani      |                      |  |  |       |  |  |                   |  |  |                        |  |
|                    |                      | ...                     | …                    |  |  |       |  |  |                   |  |  |                        |  |
|                    |                      | ...                     | …                    |  |  |       |  |  |                   |  |  |                        |  |
|                    |                      | ...                     | …                    |  |  |       |  |  |                   |  |  |                        |  |
| Ginevra d'Este     |                      | ...                     |                      |  |  |       |  |  |                   |  |  |                        |  |
|                    | Galeotto I Malatesta | Pandolfo I Malatesta    |                      |  |  |       |  |  |                   |  |  |                        |  |
|                    | Galeotto I Malatesta | Pandolfo I Malatesta    |                      |  |  |       |  |  |                   |  |  |                        |  |
|                    | Galeotto I Malatesta | Taddea da Rimini        |                      |  |  |       |  |  |                   |  |  |                        |  |
| Andrea Malatesta   | Galeotto I Malatesta |                         |                      |  |  |       |  |  |                   |  |  |                        |  |
|                    |                      | Gentile da Varano       | Rodolfo II da Varano |  |  |       |  |  |                   |  |  |                        |  |
|                    |                      | Gentile da Varano       | Rodolfo II da Varano |  |  |       |  |  |                   |  |  |                        |  |
|                    |                      | Gentile da Varano       | …                    |  |  |       |  |  |                   |  |  |                        |  |
| Parisina Malatesta |                      | Gentile da Varano       |                      |  |  |       |  |  |                   |  |  |                        |  |
|                    |                      | Francesco III Ordelaffi | Pino I Ordelaffi     |  |  |       |  |  |                   |  |  |                        |  |
|                    |                      | Francesco III Ordelaffi | Pino I Ordelaffi     |  |  |       |  |  |                   |  |  |                        |  |
|                    |                      | Francesco III Ordelaffi | …                    |  |  |       |  |  |                   |  |  |                        |  |
| Lucrezia Ordelaffi |                      | Francesco III Ordelaffi |                      |  |  |       |  |  |                   |  |  |                        |  |
|                    |                      | Caterina Gonzaga        | Guido II Gonzaga     |  |  |       |  |  |                   |  |  |                        |  |
|                    |                      | Caterina Gonzaga        | Guido II Gonzaga     |  |  |       |  |  |                   |  |  |                        |  |
|                    |                      | Caterina Gonzaga        | …                    |  |  |       |  |  |                   |  |  |                        |  |
|                    |                      | Caterina Gonzaga        |                      |  |  |       |  |  |                   |  |  |                        |  |